# Тарквиния (дъщеря на Тарквиний Приск)
Вижте пояснителната страница за други значения на Тарквиния.
Тарквиния или Тарквиния Секунда (на латински: Tarquinia; Tarquinia Segona) е римска аристократка от етруски произход. Тя е прародител на прочутия Марк Юний Брут.

## Произход
Произлиза от рода Тарквинии. Дъщеря е на петия римски цар Луций Тарквиний Приск (616 – 579 пр.н.е.). Сестра е на Тарквиний Горди (цар 535 – 510 пр.н.е.; първи съпруг на Тулия Младша), на Арун († 535 пр.н.е.; първи съпруг на Тулия Старша) и на Тарквиния Примера (съпруга на Сервий Тулий, римски цар от 579 до 535 пр.н.е.), която е майка на Тулия Старша и Тулия Младша. Внучка е на Демарат от Коринт.

## Фамилия
Тарквиния се омъжва за благородника Марк Юний Брут от рода Юнии. Те имат две деца:
- Марк Юний Брут, убит 509 пр.н.е.
- Луций Юний Брут, първият консул през 509 пр.н.е. на Римската република и прародител на Марк Юний Брут

Тя е баба на Тит Юний и Тиберий Юний. Родният град на нейната фамилия е днешният град Тарквиния.